# J. Laurent
J. Laurent o Juan Laurent (nacido Jean Laurent; Garchizy, 23 de julio de 1816-Madrid, 24 de noviembre de 1886) fue un fotógrafo francés, uno de los más importantes que trabajaron en España en el siglo XIX.
Establecido en Madrid en 1843, comenzó a interesarse por la fotografía en 1855, tomando vistas panorámicas de ciudades, paisajes, monumentos, obras públicas y obras de arte de la península ibérica; así como retratando personalidades y tipos populares. Formó un gran archivo fotográfico, que fue continuado por sus sucesores, como su yerno Alfonso Roswag.

## Biografía

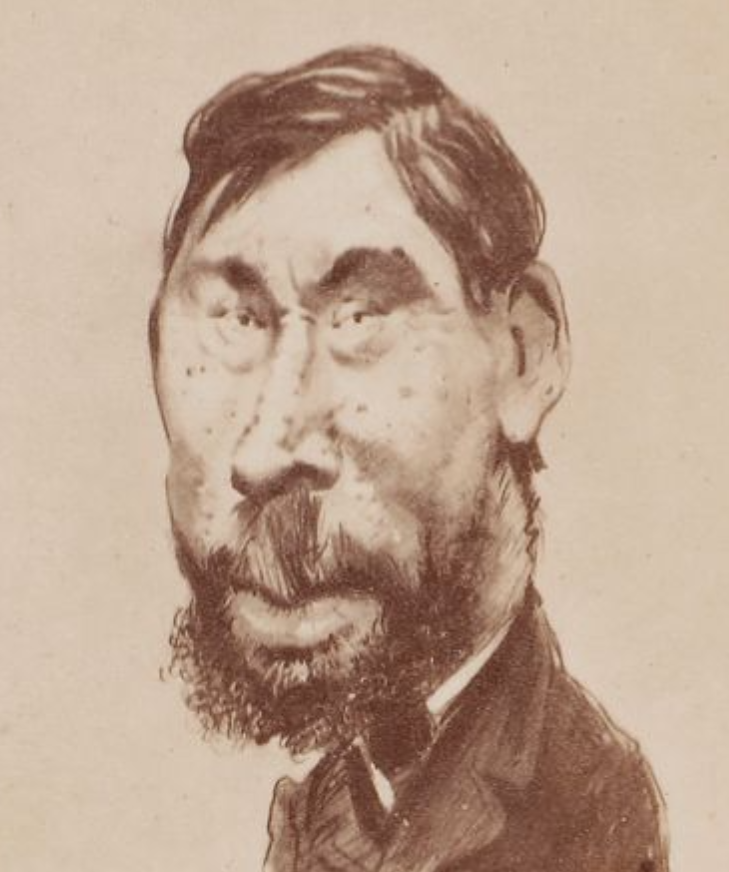
Caricatura del fotógrafo Laurent. Madrid, 1862.

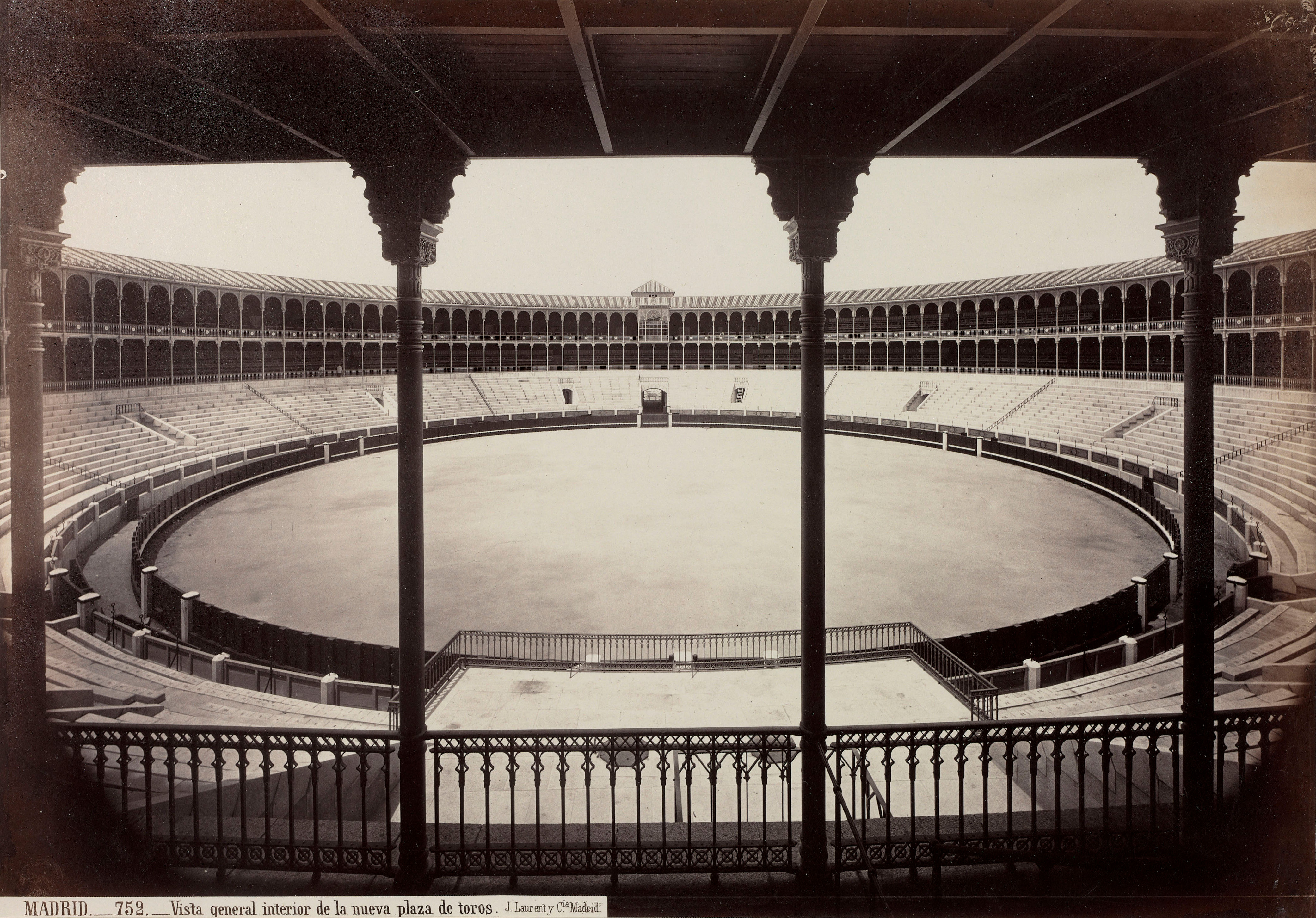
Madrid.- 752.- Vista general interior de la nueva plaza de toros (año 1874). Copia a la albúmina. Biblioteca Nacional de España.

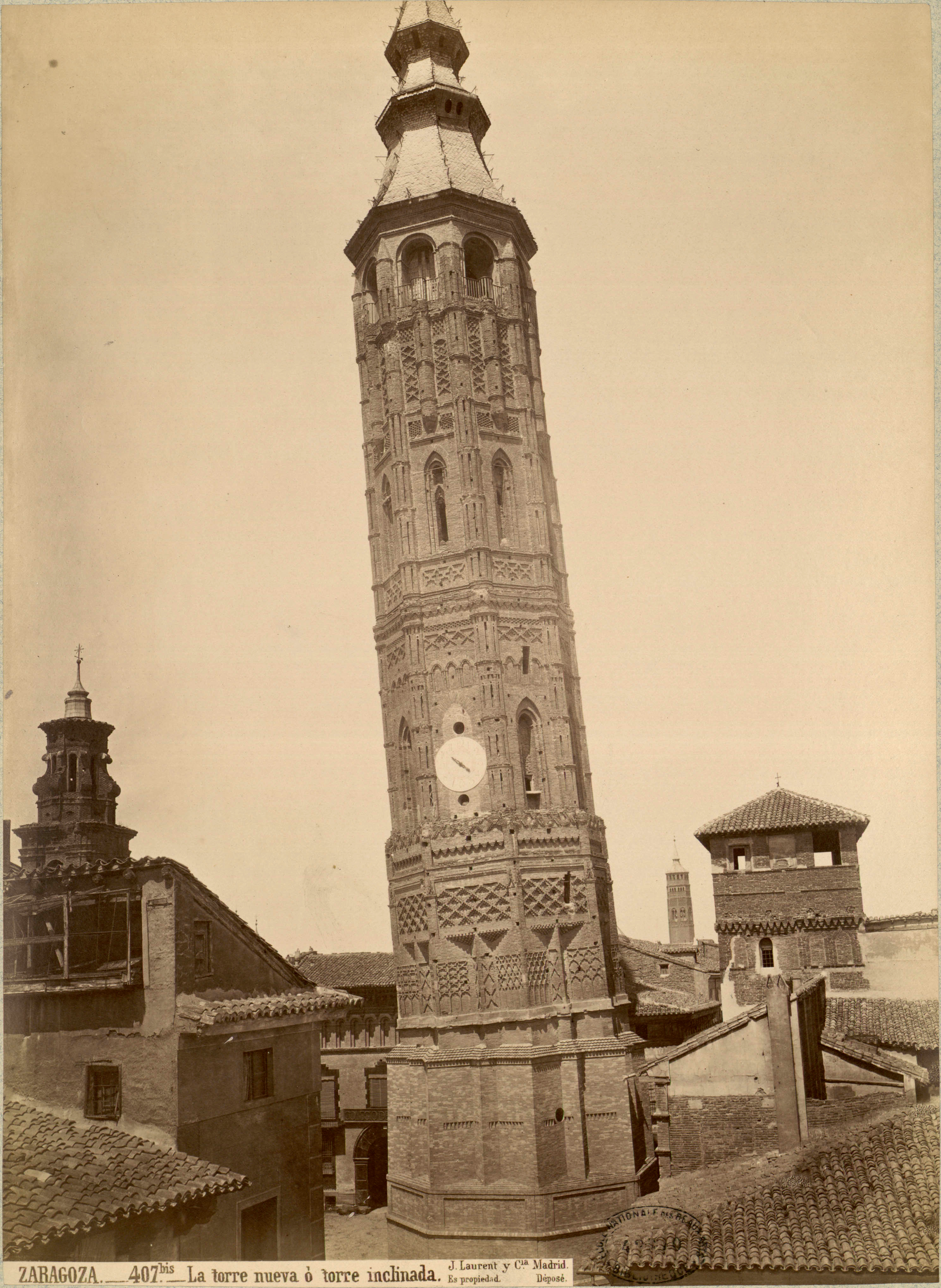
La Torre Nueva de Zaragoza. Fotografía de J. Laurent y Compañía, hacia 1876.

Laurent nació en Garchizy, Nevers (Francia) el 23 de julio de 1816, y se trasladó a vivir a Madrid en 1843, donde se identificaría con el nombre de Juan, en lugar del original francés Jean, aunque siempre firmó sus obras como «J. Laurent». En Madrid se casó con la viuda de un pastelero.
Hay teorías erróneas que suponen que pudo mantener un gabinete de daguerrotipos en París (Francia). Pero está comprobado que otros fotógrafos diferentes, con el mismo apellido Laurent, trabajaron en el siglo XIX en Francia, Alemania y Rusia. Hay que tener en cuenta que tanto el nombre Jean como el apellido Laurent son muy comunes. Así, se sabe que en San Petersburgo (Rusia) se estableció H. Laurent; o que en Maguncia (Alemania) tuvo un estudio J. B. Laurent. Pero ninguno de ellos hay que confundirlo con el Laurent de Madrid.
Hasta 1855 trabajó como cartonero, dedicándose a la fabricación de lujosas cajas para pastelerías y de papeles jaspeados, o marmoleados, para encuadernaciones de libros. Ese mismo año se interesó por la fotografía coloreando copias en papel, y por los avances tecnológicos del momento, que llegó a dominar. Al año siguiente estableció su estudio fotográfico en la calle Carrera de San Jerónimo, número 39, de Madrid (cerca del Congreso de los Diputados en el mismo local en que estuvo de alquiler el fotógrafo británico Charles Clifford), y comenzó su actividad como fotógrafo profesional.
Ostentó el título de «Fotógrafo de Su Majestad la Reina» durante el período de 1861 a 1868. Desde 1861 tenía una colección de fotografías a la venta, entre las que figuraban obras del Museo del Prado.
En 1868 abrió en la Rue de Richelieu de París una tienda (que no estudio fotográfico), donde un empleado vendía sus fotografías de España y Portugal (desde 1869).
En su actividad profesional trabajó con varios colaboradores, entre los que destaca Alfonso Roswag que era yerno suyo. En 1883 figuraba como propietaria de su archivo su hijastra Catalina Melina Dosch de Roswag.
En 1883-84 Ricardo Velázquez-Bosco recibe el encargo de la construcción de un domicilio que también sirviera de taller. Situado en la calle Granada, 16, actualmente es un instituto de educación secundaria.
Juan Laurent falleció en Madrid el 24 de noviembre de 1886, y fue enterrado al día siguiente en el cementerio de La Almudena, entonces llamado cementerio del Este. En su lápida -actualmente rota- se grabó su nombre españolizado: Juan.

## Obra fotográfica

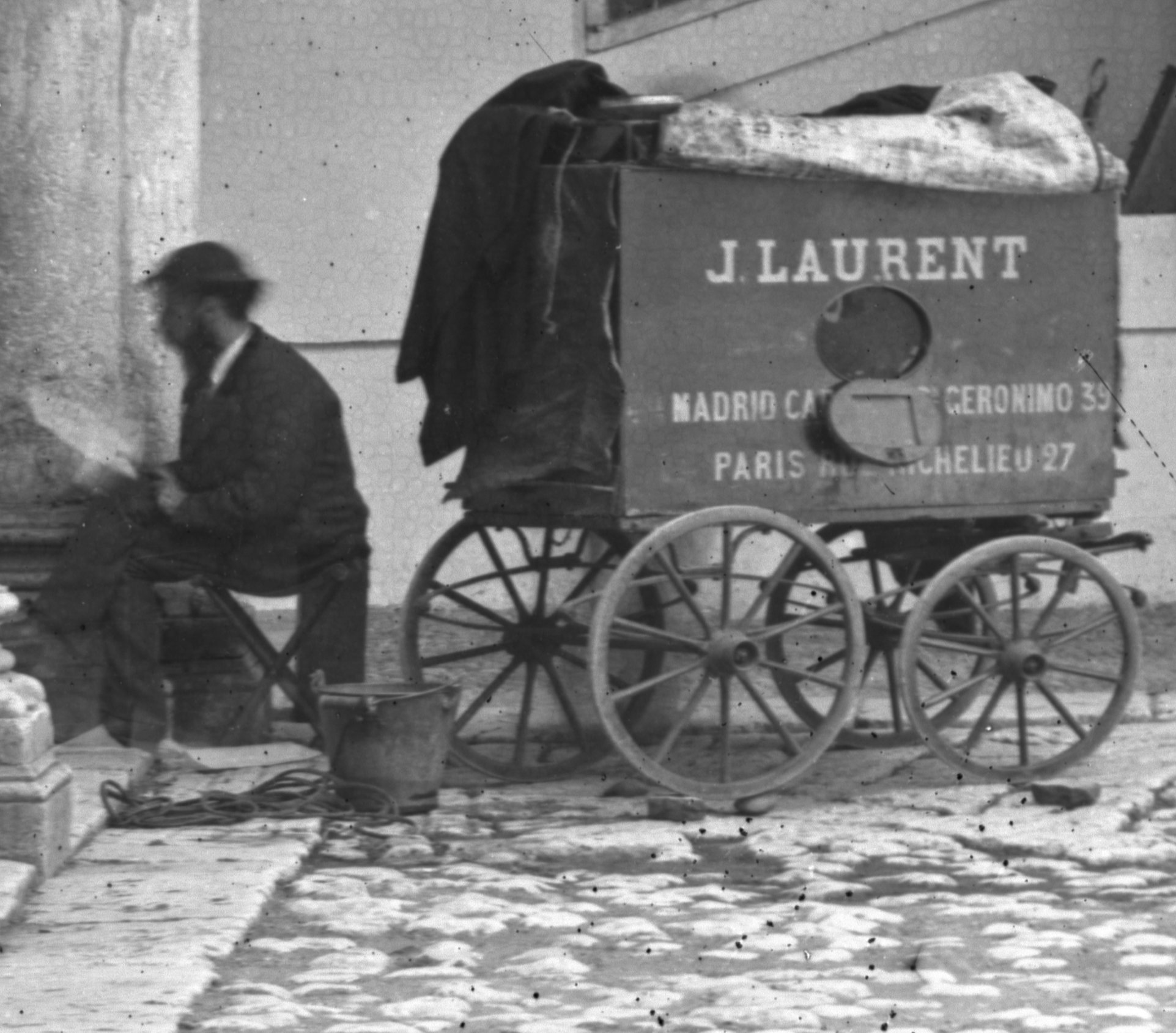
Detalle del carruaje laboratorio de Laurent para preparar y revelar las placas de vidrio al colodión, en el año 1872. El personaje sería un ayudante de Laurent. Fototeca del Instituto del Patrimonio Cultural de España.

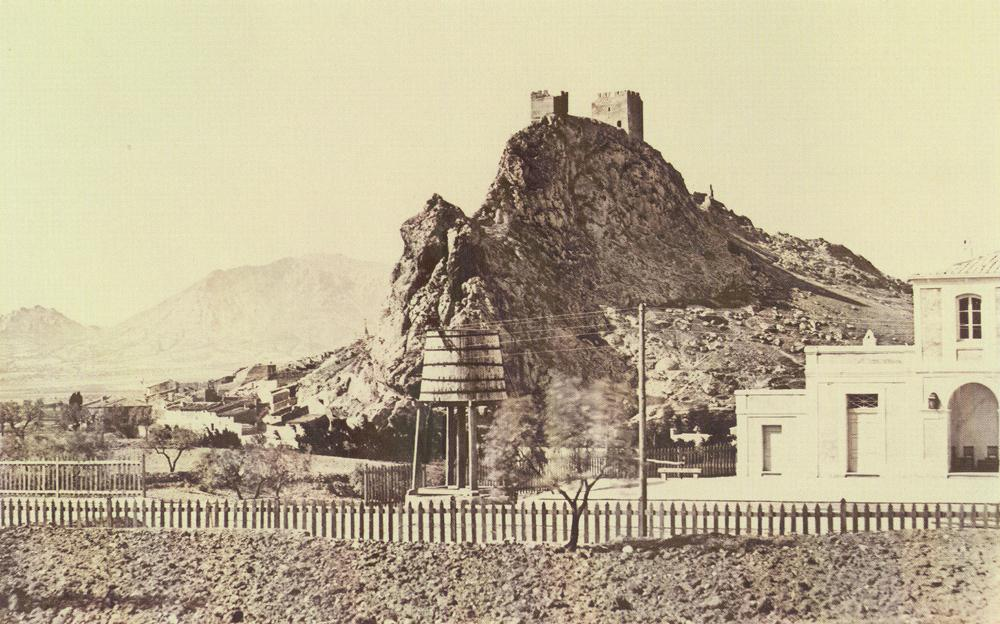
J. Laurent, Estación y castillo de Sax, 1858. Copia a la albúmina, a partir de un negativo de vidrio al colodión húmedo. Forma parte de un reportaje de la línea ferroviaria de Madrid a Alicante, en el año de su inauguración.

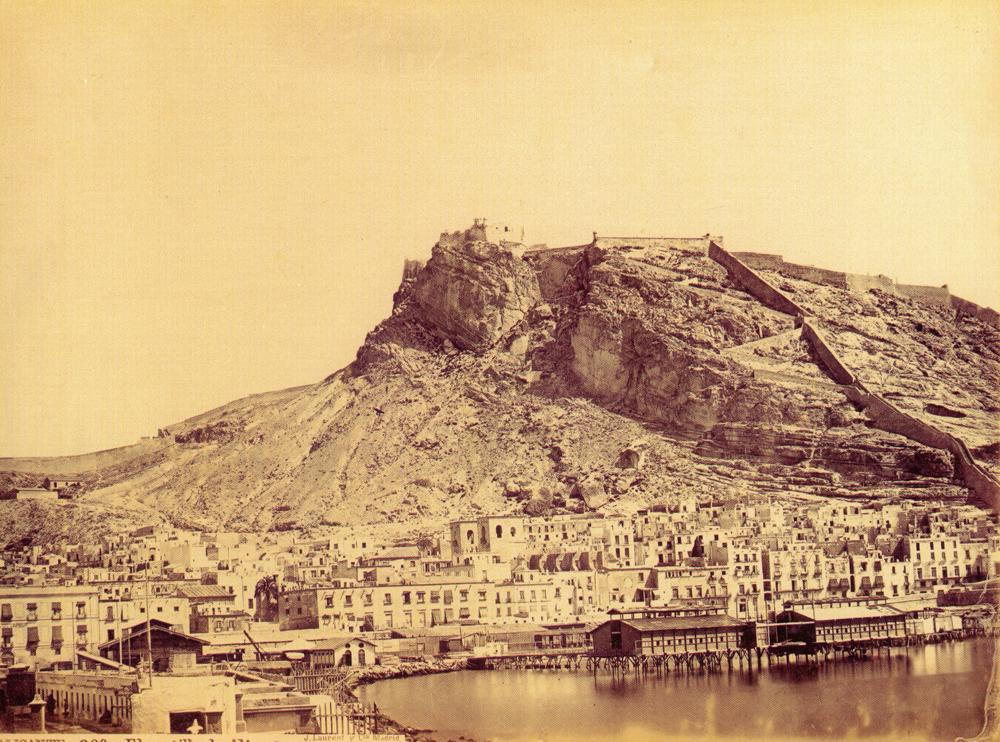
J. Laurent, El castillo de Alicante, hacia el año 1870.

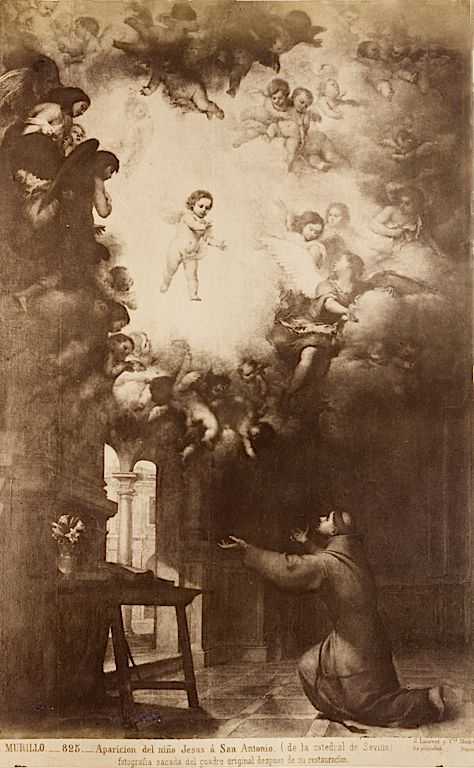
Aparición del niño Jesús a San Antonio, Catedral de Sevilla. Foto a la albúmina por Laurent de una pintura de Bartolomé Murillo, c. 1875, National Gallery of Art, Washington D. C., Department of Image Collections.

J. Laurent destacó siempre por mantenerse al día en los avances tecnológicos que se producían en la fotografía del siglo XIX. Él mismo inventó e introdujo varias técnicas como el papel leptográfico, junto con el fotógrafo español José Martínez Sánchez en 1866, que se vendía ya sensibilizado; o un nuevo sistema de coloreado. La mayoría de sus placas fotográficas son del procedimiento que se conoce con el nombre de colodión húmedo. Usaba el ferrocarril para sus desplazamientos por la península ibérica, y empleaba un pequeño carruaje o "carro-laboratorio" de campaña, donde preparaba y revelaba sus placas de vidrio al colodión. Los negativos de colodión eran totalmente artesanales y daban una gran nitidez.
En el Instituto del Patrimonio Cultural de España (IPCE), del Ministerio de Cultura y Deporte, en la Ciudad Universitaria de Madrid, se conservan cerca de 12 000 negativos originales de vidrio al colodión húmedo, de J. Laurent, y J. Laurent y Compañía; en el Archivo fotográfico Ruiz Vernacci. De estos negativos, 9500 son del formato 27 x 36 centímetros, y 1000 son placas estereoscópicas del formato 13 x 18 cm. Pero los negativos más grandes conservados de Laurent son del gigantesco formato 27 x 60 cm.
A partir de los negativos originales de Laurent, en la segunda mitad del siglo XIX, se obtenían copias en papel a la albúmina. Copias positivas de la época de Laurent se conservan en numerosas instituciones: Palacio Real de Madrid, Museo Municipal de Madrid, Fondo Fotográfico de la Universidad de Navarra, Biblioteca Nacional de España, Museo del Prado, Museo del Ferrocarril de Madrid, e Instituto del Patrimonio Cultural de España. Pero también en instituciones extranjeras tales como el Museo de Bellas Artes de Lituania (Lietuvos dailes muziejus), en Vilna; o el antiguo Palacio Real de Lisboa, hoy conocido como Palácio Nacional da Ajuda. La producción de la Casa Laurent fue inmensa.
Las primeras fotografías de Laurent fueron retratos de estudio, pero en 1857 empezó a viajar fuera de Madrid, tomando vistas estereoscópicas (que podían verse en tres dimensiones con un visor apropiado). En 1858 realizó su primer gran reportaje, sobre la línea ferroviaria de Madrid a Alicante, por encargo de la compañía MZA. En la Biblioteca del Palacio Real de Madrid se conserva una carpeta que contiene esas fotografías que fueron regaladas a la reina Isabel II. Paralelamente se conservan negativos originales, como el de la estación de Sax, en el Instituto del Patrimonio Cultural de España.
La Casa Laurent publicó sucesivos catálogos que relacionaban sus fotografías a la venta. Contienen listados con los números y títulos de las fotografías, agrupadas por temas y provincias. Se conocen ediciones de los catálogos de Laurent de los años: 1861, 1863, 1866, 1867, 1868, 1872, 1879 y 1880. Estos catálogos son imprescindibles para fechar correctamente las vistas. A partir de 1875 la empresa empezó a denominarse J. Laurent y Compañía.

## Sus catálogos
En el año 1861 editó el folleto titulado: Catálogo de los Retratos que se venden en casa de J. Laurent, Fotógrafo de S. M. la Reina (Madrid, Imprenta de Manuel de Rojas, 1861). El listado comienza con una relación de diferentes imágenes de Isabel II, en traje de gran solemnidad, pero también bordando, o con mantilla. A continuación siguen otros miembros de la familia real, ministros, generales, diputados, actores, pintores, músicos, artistas de circo, y celebridades diversas, como el Excmo. Sr. D. José de Salamanca. (Capitalista). Finaliza el catálogo con pinturas del Museo del Prado, que eran reproducciones de versiones en litografía o grabado. Todas estas fotografías se vendían en el formato tarjeta de visita.
En 1863 amplió su catálogo, añadiendo 268 vistas de exteriores, y fotografías de las principales obras de la Exposición Nacional de Bellas Artes de 1862. El nuevo folleto se tituló: Catálogo de las fotografías que se venden en casa de J. Laurent,... Se relacionaban vistas de Madrid, Alcalá de Henares, El Escorial, Aranjuez, Toledo, Segovia, La Granja, Alhama de Aragón, Monasterio de Piedra, Cuenca, Alicante, Sax, Barcelona, Córdoba, Granada, Málaga, Ronda, Gibraltar, Sevilla, Tetuán, y la escuadra española fondeada en la bahía de Alicante. Laurent embarcó en diferentes buques, como la corbeta Colón, fotografiando oficiales y marineros en sus puestos de combate.
El catálogo de 1867, fue un libro redactado en francés, aunque impreso en Madrid. A partir de entonces utilizó el idioma francés para captar clientes extranjeros. Esta vez ofrecía las vistas en gran formato, a partir de negativos de vidrio de 27 x 36 centímetros. Entre otros temas incluyó amplios reportajes de las líneas ferroviarias de Madrid a Zaragoza, y de Logroño a Bilbao. También comercializaba otras vistas de ciudades como: Alicante, Ávila, Badajoz, Barcelona, Bilbao, Burgos, Ciudad Real, Córdoba, Gerona, Granada, Guadalajara, Jaén, León, Lérida, Logroño, Madrid, Málaga, Oviedo, Pamplona, Salamanca, Santander, Segovia, Sevilla, Tarragona, Teruel, Toledo, Valladolid, Valencia y Zaragoza. Estas fotografías se podían comprar sueltas, o montadas sobre cartones; pero también agrupadas en álbumes temáticos lujosamente encuadernados.
No todas esas fotografías fueron tomadas personalmente por Laurent. Por ejemplo, en el invierno de 1866-1867, Laurent y Martínez Sánchez se repartieron el trabajo para realizar conjuntamente unos álbumes de Obras Públicas de España, para la Exposición Universal de París de 1867. Así, las fotografías de puentes, faros, canteras y puertos del este de la Península (Tarragona, Valencia,…) fueron tomadas por Martínez Sánchez; pero sus negativos se incorporaron al archivo de Laurent.

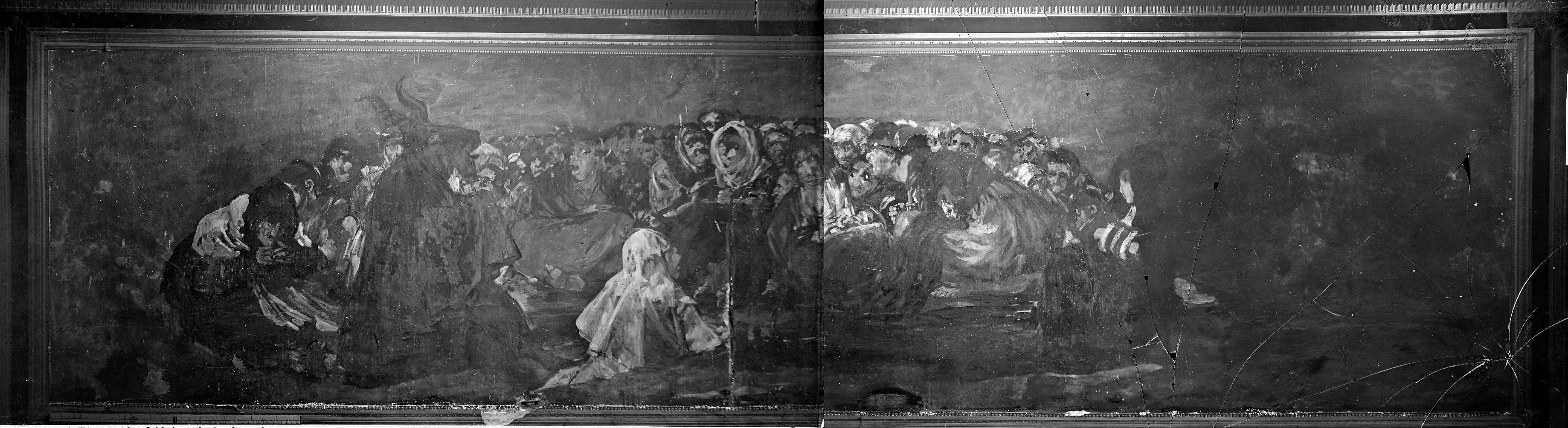
J. Laurent. Fotografía de El Aquelarre (en el año 1874) en su estado original en una de las paredes de la Quinta del Sordo de Goya. Fotomontaje, a partir de dos negativos originales conservados en el Archivo Ruiz Vernacci.

Además de las fotografías que vendía por catálogo, Laurent tomaba otras vistas por encargo. Por ejemplo, en 1874 Laurent fotografió las Pinturas negras de Goya, en su situación original en las paredes de la Quinta del Sordo. Estas fotografías se creía que pudieron ser encargadas como modelo para grabados, pero fueron realizadas para uso del restaurador Salvador Martínez Cubells, cuando la Quinta de Goya era propiedad del barón de Erlanger. Y, como era un encargo privado, Laurent nunca comercializó estas fotografías; aunque sus sucesores sí que las difundieron, hacia 1890, cuando las pinturas ya habían sido transferidas a lienzo y donadas al Museo del Prado. Los negativos originales de vidrio al colodión los conserva actualmente el IPCE (Instituto del Patrimonio Cultural de España).
Otra especialidad de Laurent fue la aplicación de fotografías a los abanicos, a partir de 1864, obteniendo un Real Privilegio de Invención en España, y una patente en Francia. En varios museos se conservan abanicos ilustrados y montados con fotografías de retratos de toreros, formando un mosaico plegable. Así, el Museu Tèxtil, o Museo Textil de Tarrasa; el Museo Frederic Marès de Barcelona; el Museo Provincial de Ávila, o las Bodegas Osborne, del Puerto de Santa María, cuentan en sus colecciones con abanicos de Laurent, que tienen pegados numerosos retratos de toreros de la época, como Cúchares, Lagartijo o Frascuelo. En 1877 seguía vendiendo abanicos, aunque con el nombre de J. Laurent y Cía.

## Ainaud, enviado de Laurent
La casa Laurent comisionó a varios fotógrafos, para obtener negativos en algunas provincias, y completar los fondos de su archivo. Así, mientras el propio Laurent estaba tomando vistas en una ciudad, otro equipo de fotógrafos trabajaba en otro lugar. Todos estos negativos se incorporaron al archivo de Laurent.
Entre los años 1870 y 1872, Julio Ainaud fue uno de estos comisionistas o enviados de Laurent. Ainaud tomó muchas vistas en el levante español, desde Murcia hasta Barcelona. Por ejemplo, fue el verdadero autor de fotografías muy notables de Valencia y Tarragona.

## Laurent en Portugal
En marzo de 1869 Laurent viajó al Reino de Portugal, transportando su carruaje-laboratorio fotográfico, para obtener vistas de las principales ciudades y monumentos. También retrató a la familia real portuguesa. Era un momento en que España estaba buscando nuevo rey, tras el destronamiento de Isabel II en septiembre de 1868. Pero Fernando II de Portugal, no aceptó la oferta de la Corona española, para preservar la independencia de su país.
Laurent debió obtener en Portugal más de 450 negativos de vidrio al colodión. Estos negativos correspondían a 200 títulos o motivos diferentes; pues normalmente Laurent tomaba dos negativos sucesivos de cada encuadre, y a veces también realizaba una versión estereoscópica. El listado de vistas fotográficas de Portugal, a la venta, se incluyó -por primera vez- en la edición de 1872 del catálogo de Laurent. Las ciudades y sitios fotografiados fueron: Lisboa, Sintra, palacios da Pena y de Monserrate, Mafra, Alcobaça, Batalha, Tomar, Coímbra, Oporto, Braga, Guimarães, Setúbal y Évora.
También en el catálogo de Laurent y Compañía, edición de octubre de 1879, se publicó la lista de todas las fotografías de Portugal, junto con las de España. Esta vez el libro incluía una detallada guía turística, con un mapa desplegable de la península ibérica. Esta edición, de 675 páginas, relacionando más de 5.000 fotografías a la venta, es una joya bibliográfica. El libro se imprimió y editó en Madrid; aunque se redactó en idioma francés, para su mejor difusión internacional.
Alfonso Roswag, el yerno de Laurent, fue el autor del texto de la guía turística de 1879. Respecto a Portugal, escribió un amplio capítulo de 78 páginas, resumiendo la historia de ese país, y comentando sus monumentos más destacados. Probablemente, diez años antes, Roswag acompañó a Laurent en su campaña por tierras portuguesas. Respecto a los reyes, Roswag señaló que D. Luis I de Portugal, y su esposa María Pía, ocupaban dignamente el trono.
Copias a la albúmina, de las vistas portuguesas de Laurent, eran vendidas en Lisboa por A. M. Antunes (rua do Chiado, 88), y en Oporto por Manuel Costenla (rua de Santo Antonio). Eran los depositarios en Portugal, en el año 1879. Paralelamente, las fotografías portuguesas se vendían en Madrid, en la sede central de la empresa de Laurent (Carrera de San Jerónimo, 39), y en la sucursal de París (rue de Richelieu, 90), así como en librerías de otras capitales.

## Conservación de los negativos de vidrio al colodión
Los negativos antiguos de vidrio al colodión, originales del siglo XIX, deben conservarse en condiciones ambientales estables, con una humedad relativa entre el 30% y el 40%, y nunca superar el 50%. Los expertos internacionales, como el portugués Luis Pavão, autor del libro Conservación de Colecciones de Fotografía, o la española Rosina Herrera, autora del nuevo libro Conservación y restauración de fotografía, recomiendan controlar la humedad relativa.
También Ángel Fuentes escribió lo siguiente: La Humedad relativa y no la temperatura es la causa mayor del deterioro fotográfico por lo que la temperatura ideal es aquella más baja posible en la que podamos garantizar una humedad relativa entre 30% y 40%  sin más de un 5% de fluctuación.
Por el contrario, si se mantiene una imprudente humedad relativa extrema (más del 60%) durante cuatro meses, el resultado será la lixiviación del vidrio.

## Galería

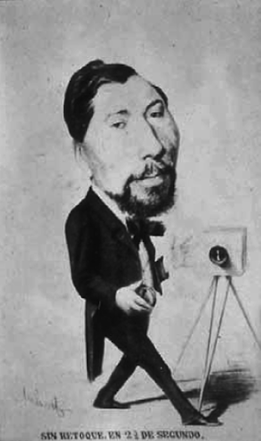
Caricatura de J. Laurent, hacia 1862.
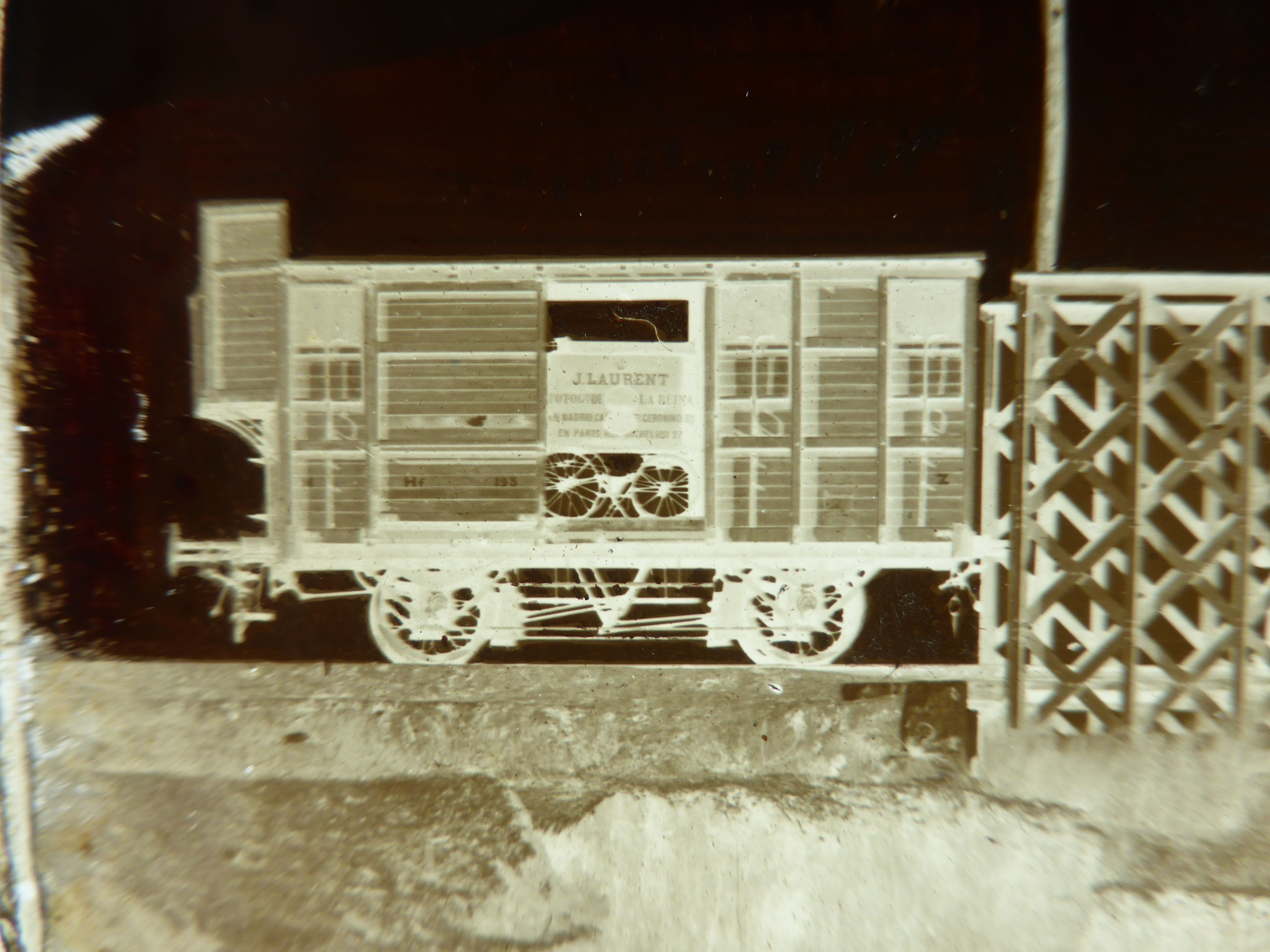
Detalle de un negativo de colodión húmedo, del año 1868, con el laboratorio de J. Laurent en un furgón ferroviario.
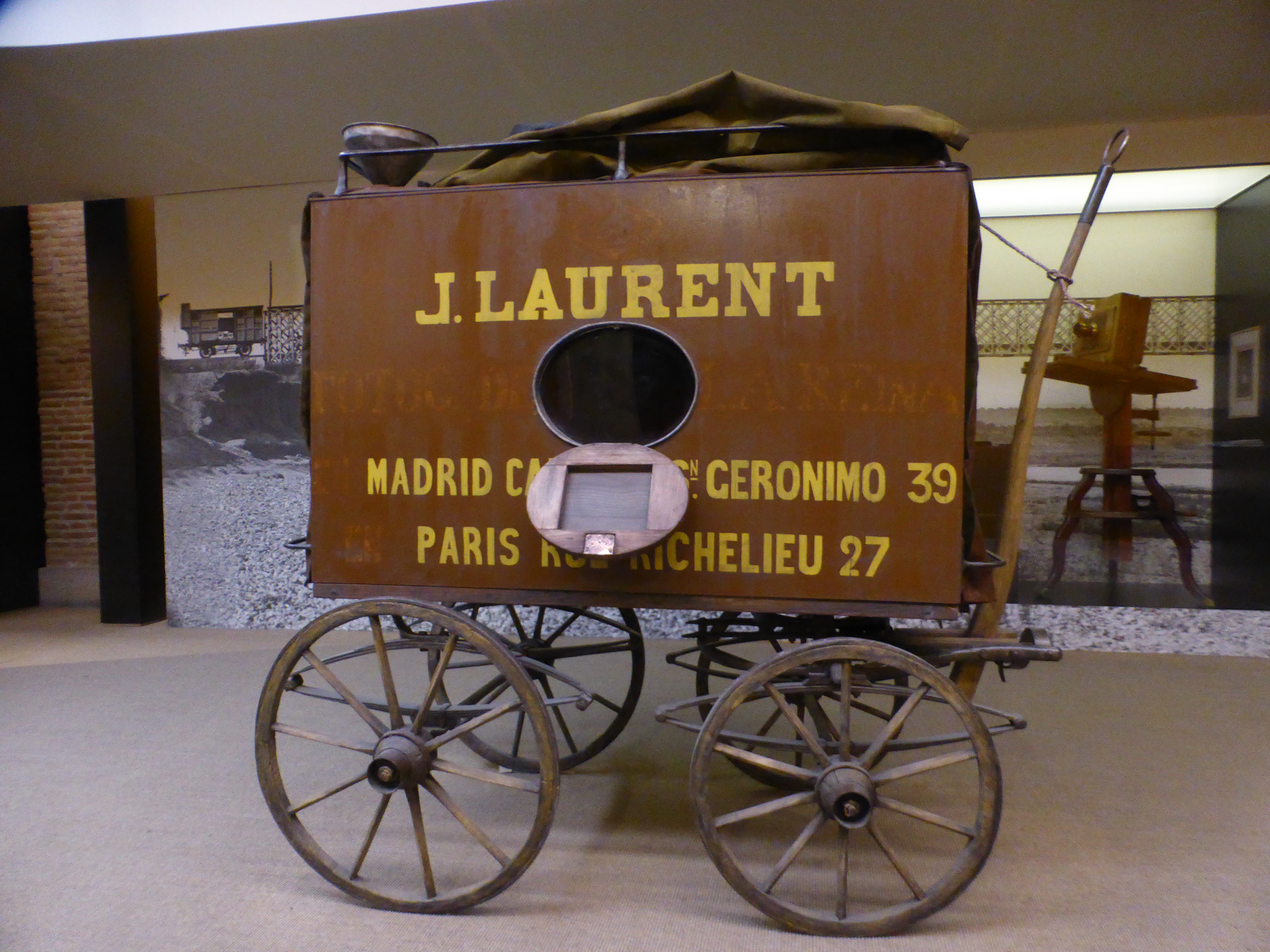
Fiel réplica del carro laboratorio de Laurent.
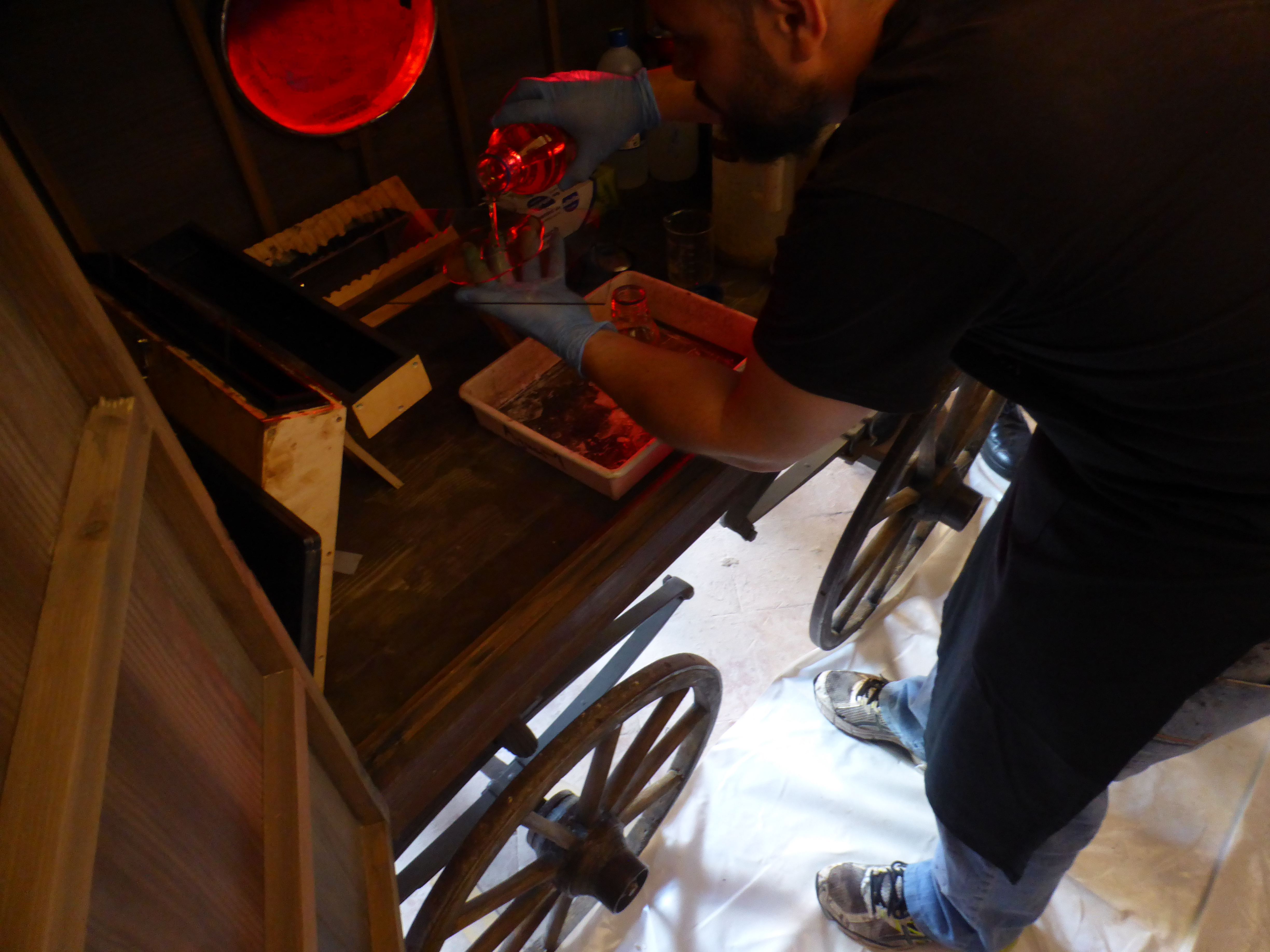
Colodión húmedo. Vertiendo colodión en el interior del laboratorio ambulante.
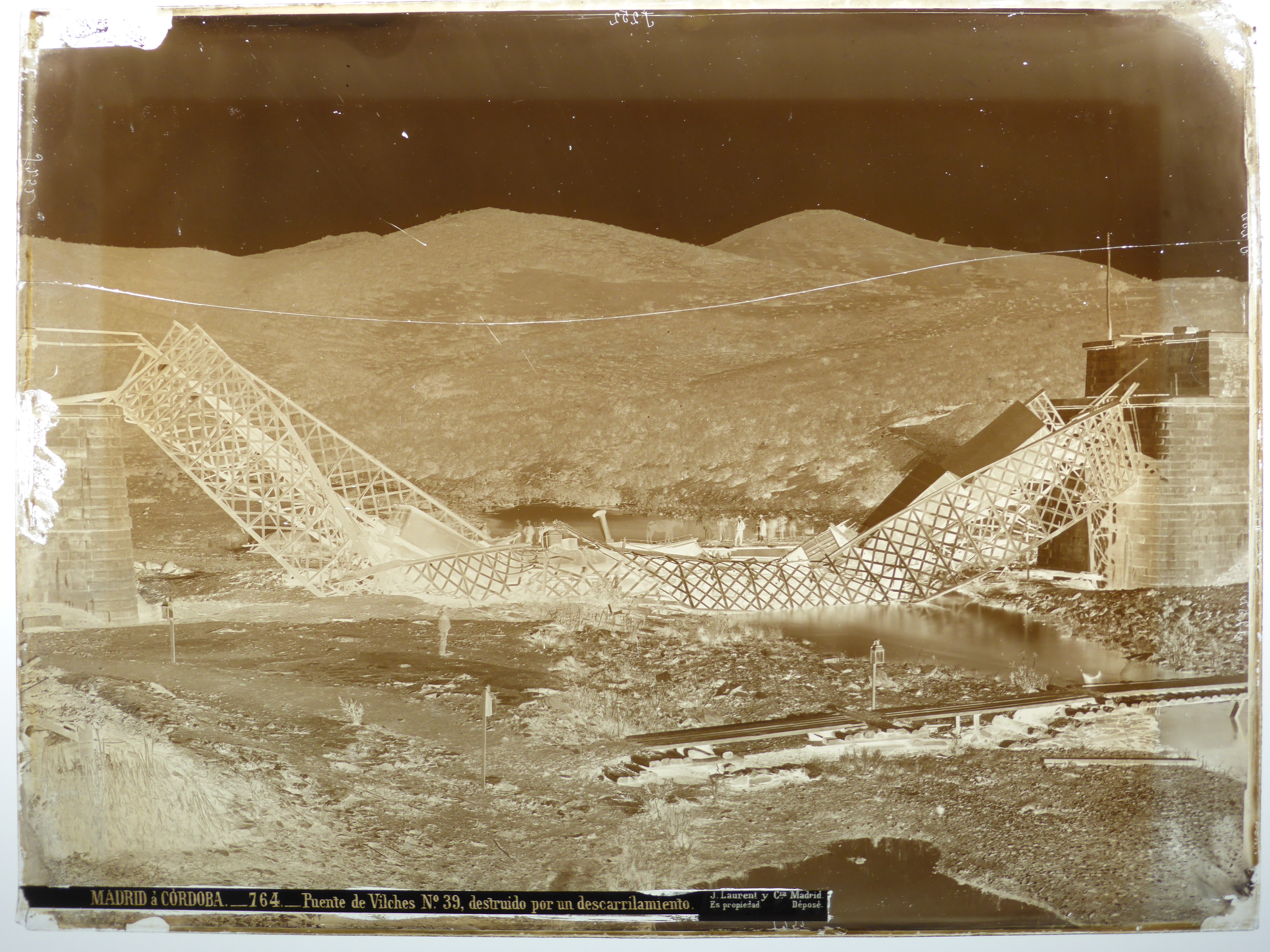
Diciembre de 1874. Puente de Vilches nº 39, destruido por un descarrilamiento. Negativo de vidrio al colodión, de J. Laurent, Fototeca del IPCE.
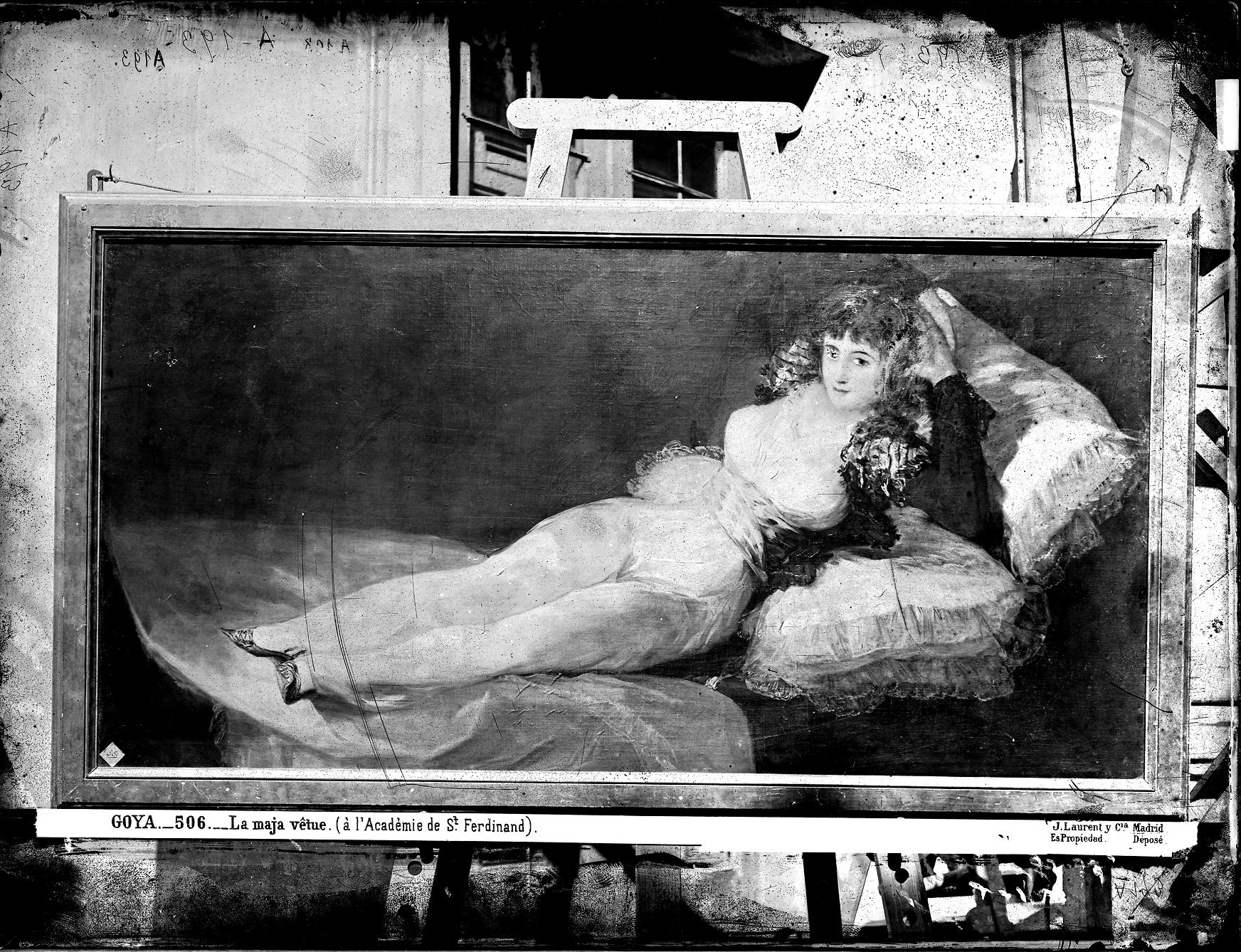
La maja vestida, de Goya, fotografiada al sol, por Laurent, en 1867 o 1868.
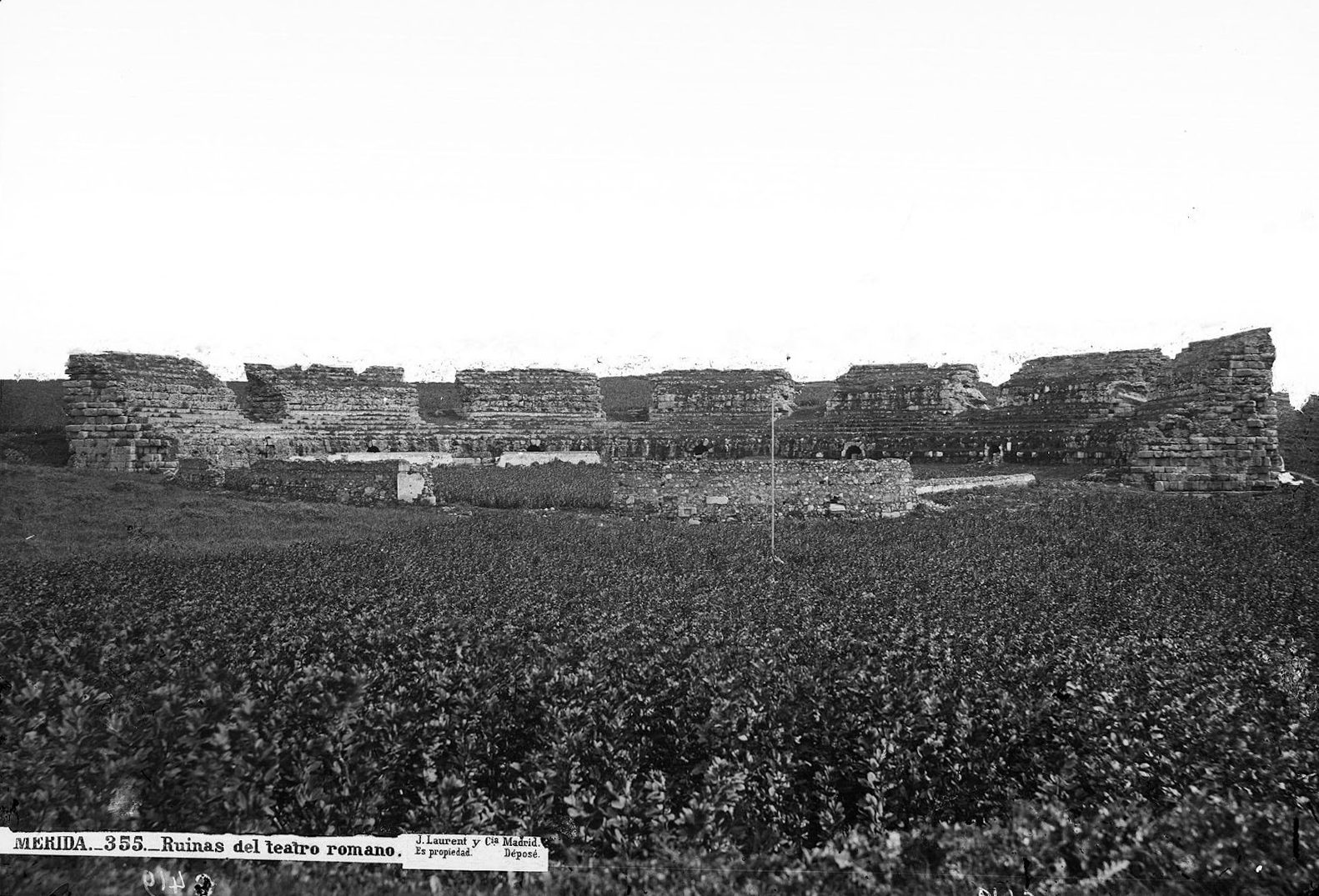
Vista del teatro romano de Mérida antes de su excavación. Laurent, hacia 1867.
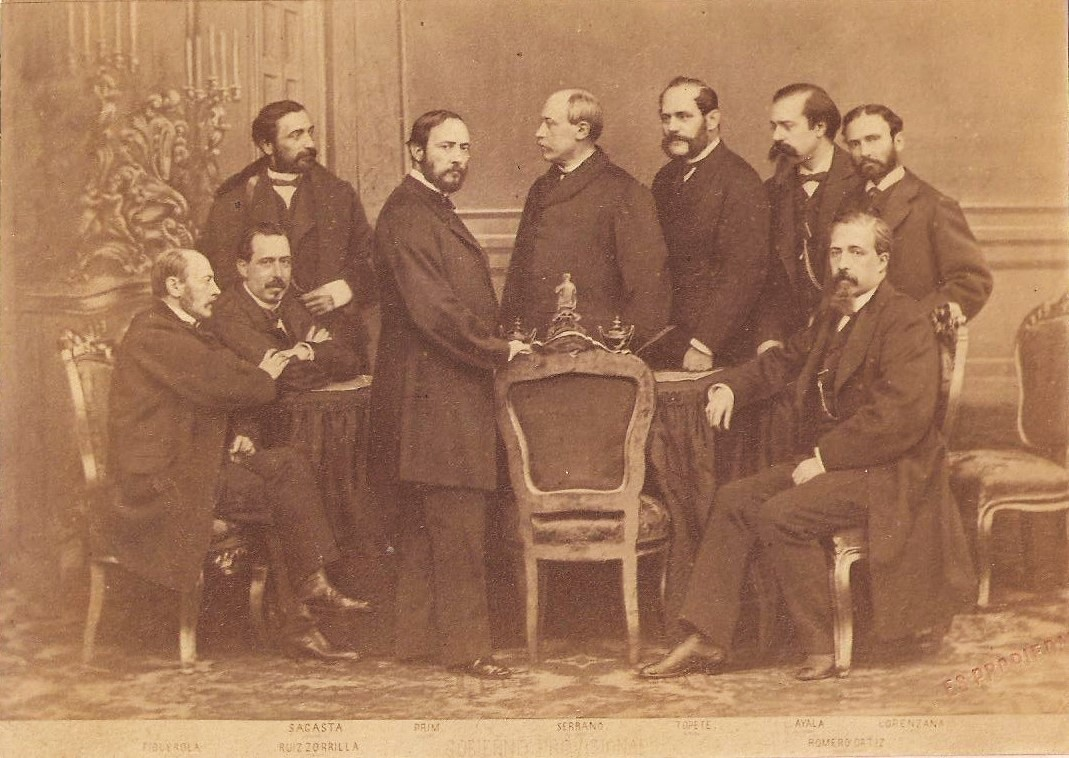
Gobierno Provisional en diciembre de 1868.
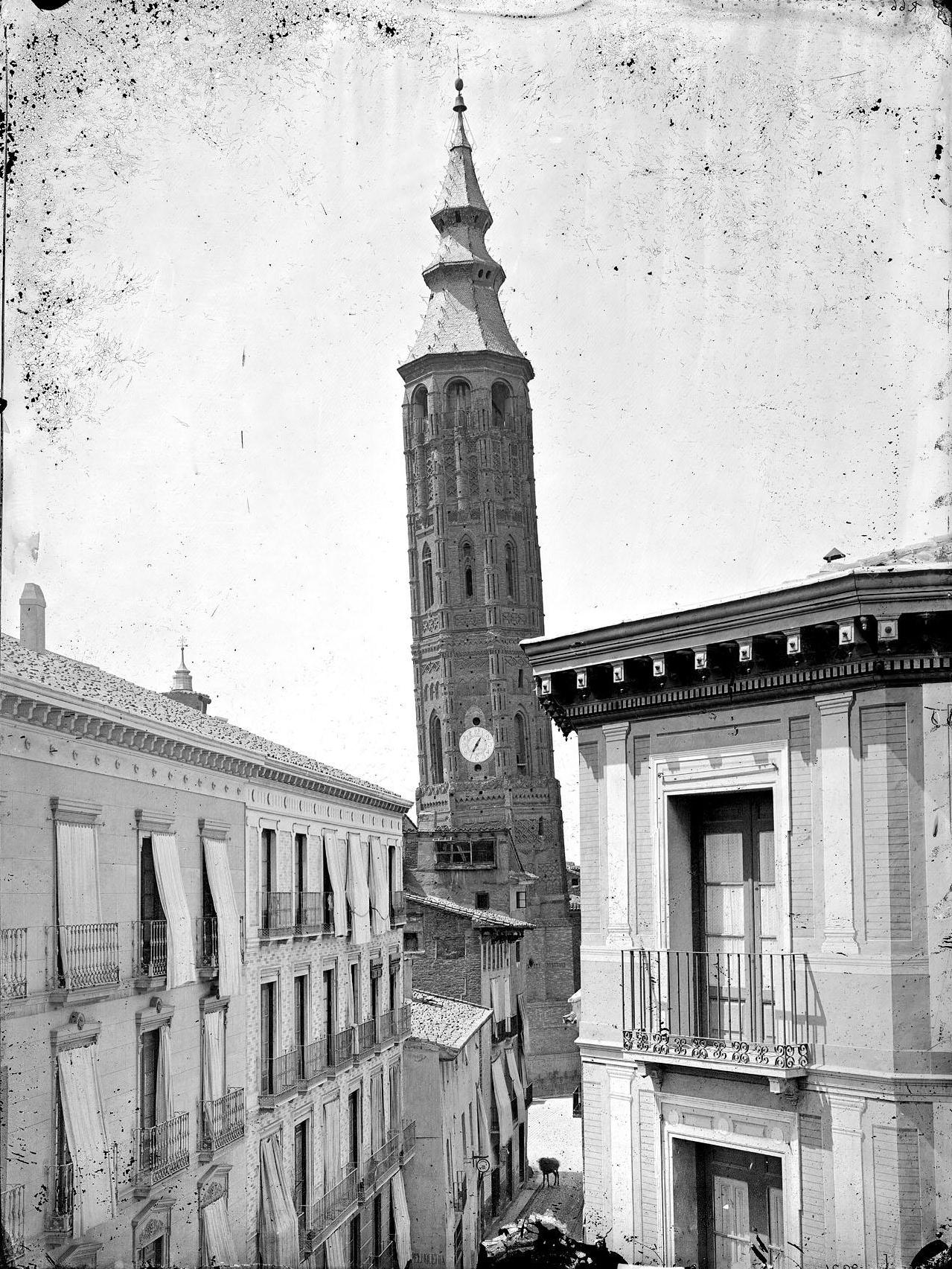
Vista de la torre inclinada, o Torre Nueva, de Zaragoza, hacia el año 1876.
- Catálogo de fotografías de J. Laurent y Compañía, año 1896, época sucesores de Laurent.
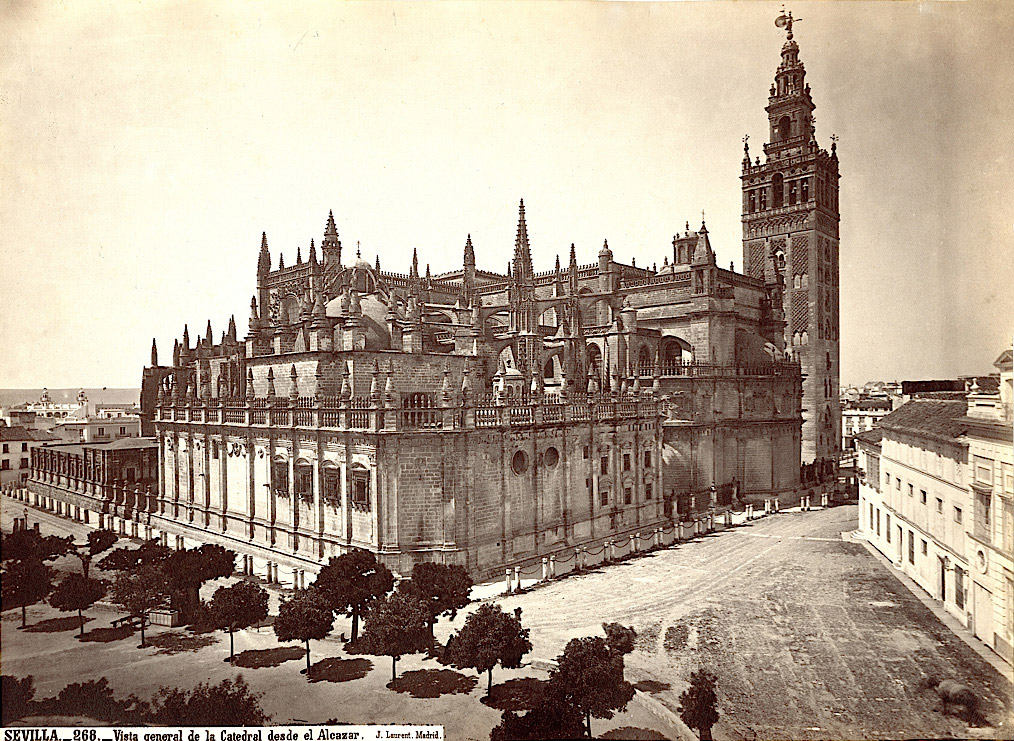
Catedral de Sevilla, hacia 1866.
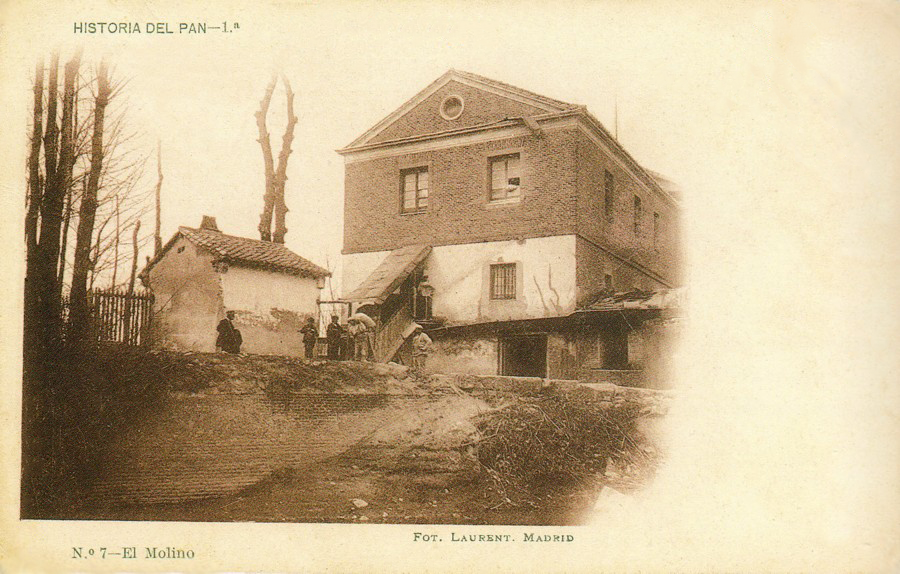
Fototipia Laurent, época sucesor Lacoste, hacia 1901.

## Palacio Laurent

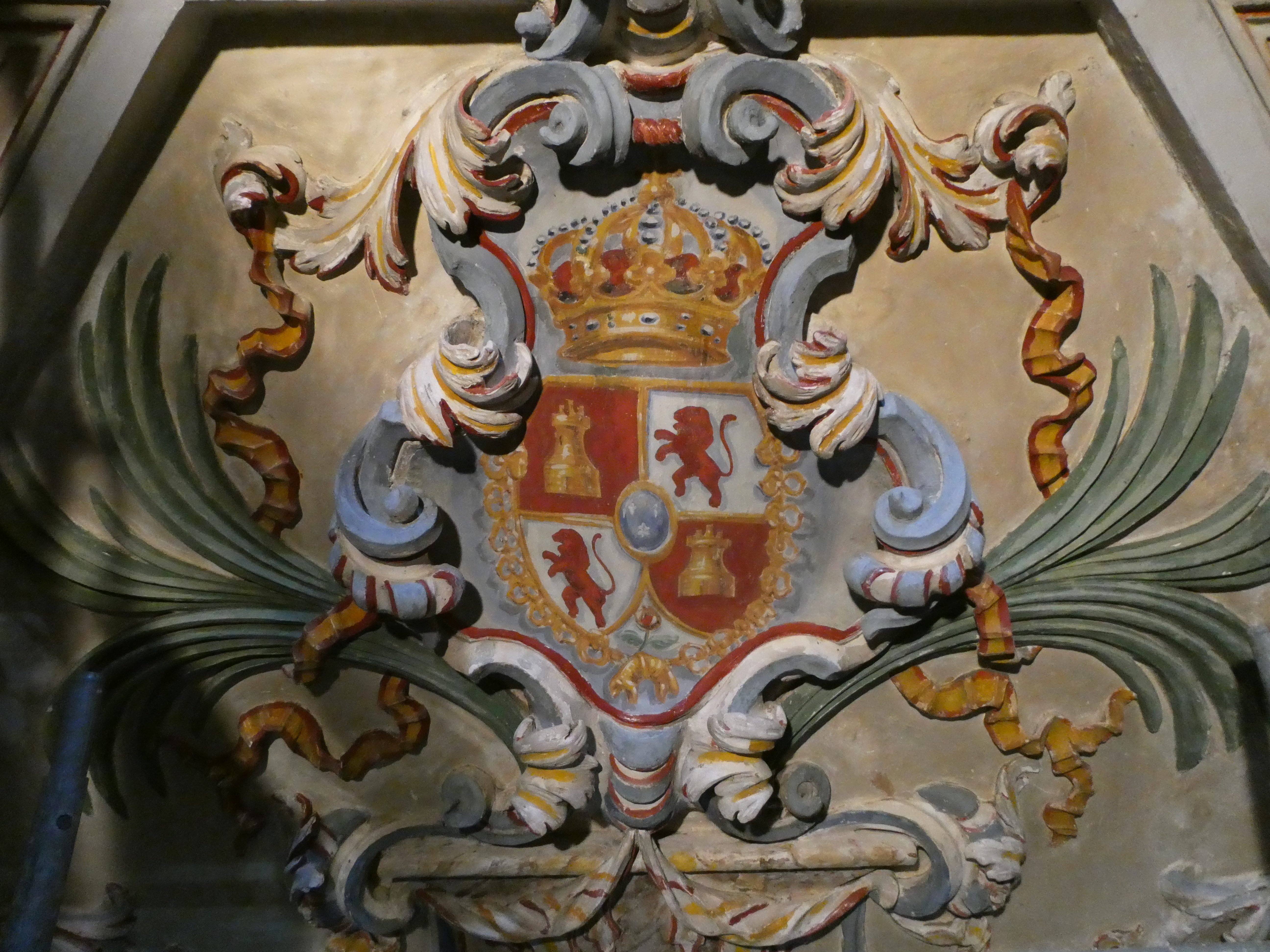
Escudo de Isabel II, en 1863, en el palacete del fotógrafo J. Laurent en Alcalá de Henares.

El fotógrafo Laurent compró en 1863 un palacio en Alcalá de Henares, para usar como segunda residencia. En ese año Laurent gozaba de una buena posición económica, al igual que Disdéri, gracias a la venta masiva de retratos del formato tarjeta de visita.
El palacete de Laurent se ha conservado, formando parte del Colegio Escolapias, o Colegio Calasanz. En 2021 se realizó la primera fase de restauración de la escalera y de la cúpula con yeserías talladas y policromadas. Se pretende abrir una Casa-museo de Laurent.
El palacio Laurent, o palacio de Jacinto de Aranaz, fue construido a partir de 1725 por los conocidos arquitectos barrocos José y Alberto de Churriguera.